# Guido Moesch
Guido Moesch (Arroio do Meio, 22 de janeiro de 1933) é um político brasileiro.
Filho de um colono alemão, foi eleito deputado estadual pela Aliança Renovadora Nacional (ARENA) para a 44ª legislatura (1975 — 1979) e para a 45ª legislatura (1979 — 1983).